# Балатун
Балатун (серб. Балатун / Balatun) — посёлок в общине Биелина Республики Сербской Боснии и Герцеговины. Население составляет 1351 человек по переписи 2013 года.

## Известные уроженцы
- Слободан Пейич (1944—2006), боснийский художник и скульптор